# Dominykas Barauskas
Dominykas Barauskas (Vilnius, 18 aprile 1997) è un calciatore lituano, difensore del Górnik Łęczna.

## Carriera

### Nazionale
Il 2 settembre 2021 ha esordito con la nazionale lituana giocando l'incontro perso 1-4 contro l'Irlanda del Nord, valido per le qualificazioni al campionato mondiale di calcio 2022.

## Statistiche

### Cronologia presenze e reti in nazionale
| Cronologia completa delle presenze e delle reti in nazionale ― Lituania | Cronologia completa delle presenze e delle reti in nazionale ― Lituania | Cronologia completa delle presenze e delle reti in nazionale ― Lituania | Cronologia completa delle presenze e delle reti in nazionale ― Lituania | Cronologia completa delle presenze e delle reti in nazionale ― Lituania | Cronologia completa delle presenze e delle reti in nazionale ― Lituania | Cronologia completa delle presenze e delle reti in nazionale ― Lituania | Cronologia completa delle presenze e delle reti in nazionale ― Lituania |
| Data                                                                    | Città                                                                   | In casa                                                                 | Risultato                                                               | Ospiti                                                                  | Competizione                                                            | Reti                                                                    | Note                                                                    |
| ----------------------------------------------------------------------- | ----------------------------------------------------------------------- | ----------------------------------------------------------------------- | ----------------------------------------------------------------------- | ----------------------------------------------------------------------- | ----------------------------------------------------------------------- | ----------------------------------------------------------------------- | ----------------------------------------------------------------------- |
| 2-9-2021                                                                | Vilnius                                                                 | Lituania                                                                | 1 – 4                                                                   | Irlanda del Nord                                                        | Qual. Mondiali 2022                                                     | -                                                                       | 74’                                                                     |
| 8-9-2021                                                                | Reggio Emilia                                                           | Italia                                                                  | 5 – 0                                                                   | Lituania                                                                | Qual. Mondiali 2022                                                     | -                                                                       | 46’                                                                     |
| 12-10-2021                                                              | Vilnius                                                                 | Lituania                                                                | 0 – 4                                                                   | Svizzera                                                                | Qual. Mondiali 2022                                                     | -                                                                       |                                                                         |
| 12-11-2021                                                              | Belfast                                                                 | Irlanda del Nord                                                        | 1 – 0                                                                   | Lituania                                                                | Qual. Mondiali 2022                                                     | -                                                                       | 88’                                                                     |
| 15-11-2021                                                              | Vilnius                                                                 | Lituania                                                                | 1 – 1                                                                   | Kuwait                                                                  | Amichevole                                                              | -                                                                       |                                                                         |
| 4-6-2022                                                                | Vilnius                                                                 | Lituania                                                                | 0 – 2                                                                   | Lussemburgo                                                             | UEFA Nations League 2022-2023 - 1º turno                                | -                                                                       |                                                                         |
| 7-6-2022                                                                | Vilnius                                                                 | Lituania                                                                | 0 – 6                                                                   | Turchia                                                                 | UEFA Nations League 2022-2023 - 1º turno                                | -                                                                       | 76’                                                                     |
| 11-6-2022                                                               | Tórshavn                                                                | Fær Øer                                                                 | 2 – 1                                                                   | Lituania                                                                | UEFA Nations League 2022-2023 - 1º turno                                | -                                                                       | 18’ 46’                                                                 |
| 14-6-2022                                                               | Smirne                                                                  | Turchia                                                                 | 2 – 0                                                                   | Lituania                                                                | UEFA Nations League 2022-2023 - 1º turno                                | -                                                                       |                                                                         |
| 22-9-2022                                                               | Vilnius                                                                 | Lituania                                                                | 1 – 1                                                                   | Fær Øer                                                                 | UEFA Nations League 2022-2023 - 1º turno                                | -                                                                       |                                                                         |
| 25-9-2022                                                               | Lussemburgo                                                             | Lussemburgo                                                             | 1 – 0                                                                   | Lituania                                                                | UEFA Nations League 2022-2023 - 1º turno                                | -                                                                       | 43’                                                                     |
| Totale                                                                  |                                                                         | Presenze                                                                | 11                                                                      |                                                                         | Reti                                                                    | 0                                                                       |                                                                         |

## Palmarès

### Club

#### Competizioni nazionali
- Coppa di Lituania: 5

Žalgiris: 2014-2015, 2015-2016, 2016, 2018
Stumbras: 2017
- Campionato lituano: 2

Žalgiris: 2015, 2016
- Supercoppa di Lituania: 2

Žalgiris: 2016
Sūduva: 2019